# Huang Mengying
Huang Mengying (chinês tradicional: 黃夢瑩, chinês simplificado: 黄梦莹, pinyin: Huángmèngyíng), também conhecida como Maggie Huang, é uma atriz chinesa nascida em 06 de dezembro de 1990, em Chengdu, Sujuão. Ganhou destaque por seu papel como a antagonista da série de 2017, Amor Eterno.

## Filmografia

### Séries de Televisão
| Ano  | Título                  | Papel        | Notas             |
| ---- | ----------------------- | ------------ | ----------------- |
| 2013 | A Clear Midsummer Night | Jingyuan     | [ 2 ]             |
| 2014 | A Beleza do Vinho       | Tan Yi'na    | [ 3 ]             |
| 2014 | Love Is Back            | Senhorita Ni | [ 4 ]             |
| 2017 | Amor Eterno             | Su Jin       | [ 5 ] [ 6 ] [ 7 ] |
| 2017 | Agentes da Princesa     | Xiao Yu      | [ 8 ]             |
| 2017 | Lost Love in Times      | Duoxia       | [ 9 ]             |
| 2020 | O Som da Providência    | Ya Nv        | [ 10 ]            |